# Willi Giesemann
Wilhelm "Willi" Giesemann (født 2. september 1937 i Rühne, Tyskland, død 4. oktober 2024) var en tysk fodboldspiller (forsvarer).
Han spillede på klubplan i Bundesligaen hos Hamburger SV og var også tilknyttet både VfL Wolfsburg og Bayern München. Hos Hamburg var han i 1963 med til at vinde den tyske pokalturnering.
Giesemann blev desuden noteret for 14 kampe for Vesttysklands landshold. Han deltog for sit land ved VM i 1962 i Chile, men var dog ikke på banen i turneringen.

## Titler
DFB-Pokal
- 1963 med Hamburger SV